# Brånalandstjärnarna
Brånalandstjärnarna är en sjö i Örnsköldsviks kommun i Ångermanland och ingår i Nätraåns huvudavrinningsområde.